# Гоца, Алёна
Алёна Гоца (рум. Aliona Goța; род. 6 марта 1970, с. Кукоара, Кагульский район, Молдавская ССР, СССР) — молдавский политик и учитель. Депутат Парламента Республики Молдова с 23 февраля 2015 по 24 февраля 2019 года от Либерал-демократической партии Молдовы, а позже, как независимый депутат.
Родилась 6 марта 1970 года в селе Кукоара Кагульского района Молдавской ССР.
Окончила Государственный педагогический университет имени Иона Крянгэ (1992) и Академию публичного управления при Президенте Республики Молдова (2003).
С 1992 года работала в родном селе учителем румынского языка и литературы. В 2000 году оставила педагогическую деятельность и заняла должность секретаря совета коммуны Кукоара. С 2007 по 2015 год примар села Кукоара.
С 2012 по 2017 год член Национального политического совета Либерал-демократической партии Молдовы (ЛДПМ).
На парламентских выборах в ноябре 2014 года баллотировалась по списку кандидатов от ЛДПМ (24-е место), но не прошла и была включена в список резервных кандидатов. В феврале 2015 года Олег Балан подал в отставку в связи с назначением министром внутренних дел Республики Молдова, мандат был передан Алёне Гоца.
Член Комиссии по вопросам государственного администрирования, регионального развития, окружающей среды и изменений климата, с апреля 2015 года секретарь Парламентской комиссии по правам человека и межэтническим отношениям.
Исключена из фракции ЛДПМ 22 января 2016 года в составе группы из 7 депутатов, которые, чтобы избежать досрочных выборов, поддержали правительство Павла Филипа. С 12 апреля 2017 года входила в состав новой депутатской Народно-европейской платформы Молдовы.
В 2018—2020 гг. снова работала учителем. С 2020 года секретарь в Совете коммуны Кукоара.